# 水瀬いのり MELODY FLAG
『水瀬いのり MELODY FLAG』（みなせいのり メロディーフラッグ）は、2016年10月2日から文化放送で放送されているラジオ番組である。通称メロフラ。

## 略歴
- 2016年10月2日、水瀬いのりの声優・アーティスト活動や素の魅力を知ることが出来る冠レギュラーラジオとして放送が開始された[1]。
- 2017年10月29日、プロ野球日本シリーズ中継延長のため、番組初の放送休止。幻の第57回は救済処置として、水瀬いのりYouTube official Channel上での1週間限定配信に切替え、改めて翌週に第57回を放送した。※この時点では水瀬いのりYouTube official Channel上での公開は1週間限定だったが、2020年4月12日以降のアーカイブ全公開により、現在は無期限で視聴可能となっている。なお、CM部分はカットされて公開される。
- 2018年3月8日、第4回アニラジアワードにおいて、「BEST COMFORT RADIO 癒しラジオ賞（一般枠）」を受賞した[2]。
- 2018年9月30日、第104回放送において、放送回数を"第○○○旗"と数える旨アナウンスされた。
- 2018年12月2日、第113旗から、放送終了後に放送後旗が水瀬いのり公式twitterに掲載されるようになった[3]。
- 2019年1月6日、第118旗放送から、番組ノベルティのプレゼントが開始された[4]。
- 2020年4月12日、第184旗放送から、コロナウイルス感染対策によりリモート収録となった[5]。また、放送日の翌月曜日に水瀬いのり YouTube Official Channel - YouTubeチャンネル上に、放送アーカイブが公開される事が発表された[6]。同時に過去放送分についても、今後随時公開予定とアナウンスされた。
- 2020年5月31日、第191旗放送から、文化放送のスタジオ収録に復帰した（放送後旗の写真背景が、リモートスタジオの白壁から文化放送内の壁に戻った事から）[7]。
- 2020年8月2日、第200旗放送を迎え、生放送でオンエアされた[8][9]。
- 2020年12月13日、第219旗放送にて、2021年放送からノベルティステッカーがリニューアルされる事が告知された。また、本旗を含む、219旗、220旗、221旗と3旗連続でメール採用者全員に、リニューアル前のステッカーの全員プレゼントが行われた[10]。
- 2022年7月3日、第300旗放送を迎え、生放送でオンエアされた[11][12]。
- 2022年10月23日、第316旗放送は、プロ野球日本シリーズ中継延長のため、ラジオでの放送休止。水瀬いのりYouTube official Channel上での配信のみとなった。
- 2023年11月5日、第370旗放送は、プロ野球日本シリーズ中継延長のため、ラジオでの放送休止。水瀬いのりYouTube official Channel上での配信のみとなった。
- 2023年12月10日、第375旗放送は、2023年12月2日にパシフィコ横浜で開催された公開録音の様子が放送された。
- 2024年6月2日、第400旗放送を迎え、ゲストとして大西沙織、加隈亜衣、日高里菜が出演した[13]。

## パーソナリティ
- 水瀬いのり

## スタッフ
- 構成作家：小林洋平（ちゃんこ）

## 放送時間
| 放送対象地域 | 放送局名              | 放送期間        | 放送時間                 |
| ------------ | --------------------- | --------------- | ------------------------ |
| 関東広域圏   | 文化放送（QR） 制作局 | 2016年10月2日 - | 毎週日曜日 22:00 - 22:30 |

## 番組進行・番組コーナー

### 番組進行
- 番組前半は、フリートークの後、水瀬いのりの近況に関するふつおたが2-3通読まれる。番組後半は、決められているコーナーの中からランダムで1つのコーナーが選ばれ、リスナーから寄せられたハガキやメールを水瀬いのりが読み上げた後、受け答え形式で進行する。

### 番組コーナー
- 番組コーナーは水瀬いのり名義の楽曲のタイトルに準じている。新コーナーが作られる場合は、従来のコーナーの内容を変更せず、タイトル及びテーマ曲のみを変更する場合と、全く新しくコーナーが作られる場合がある。なお現在のコーナーは以下の通りである（かっこ内は楽曲名）。

がんばribbon（harmony ribbon）
リスナーから落ち込んでいる、悩んでいるといったメールを送って貰い、最終的に「がんばribbon」と励ましてもらうコーナー。
これからも。お便り送ってください。（これからも。）
普通のお便りを紹介するコーナー。
叶わないままでいい！三月と群青!!（三月と群青）
願い事を募集してそれが叶うかどうか、叶わないままでいいかどうか、巷で当たると噂の番組特製『三月と群青マシーン』を使って判定していくコーナー。
ピュアフレームクエッション（ピュアフレーム）
純真無垢、子供のような気持ちを思い出して質問を送ってもらい、それに対して、いのりお姉さんが華麗に大人として答えるコーナー。
TRUST EAR ETERNITY（TRUST IN ETERNITY）
言ってもらいたい台詞案とその理由を一緒に書いて送ると、水瀬いのりがその台詞を囁きながら読んでくれるコーナー。
あなたの家族ココロソマリ（ココロソマリ）
リスナーの親御さんや子供についての心温まる内容や少し笑えるエピソード等を報告し、みんなで心を温かくするコーナー。
Starlight な Museum（Starlight Museum）
リスナーから輝かしい話、面白い話などを投稿してもらい、館長である水瀬いのりがミュージアムに飾るかどうかを決めていくコーナー。
glow up いのり（glow）
リスナーから水瀬いのりがもっと輝くための提案を送ってもらい、それを演じるコーナー。
いのり is The Music（We Are The Music）
水瀬いのりがお気に入りの曲をリスナーに紹介し番組中で放送するコーナー。

### 終了したコーナー
- 第65回（2017年12月31日放送）にて「大掃除」として正式に削除されたコーナー

- 第116旗（2018年12月23日放送）にて「大掃除」として正式に削除されたコーナー

- 第119旗（2019年1月13日放送）にて「大掃除」として正式に削除されたコーナー

- 第171旗（2020年1月12日放送）にて「大掃除」として正式に削除されたコーナー

- 第463旗（2025年8月17日放送）にて終了アナウンス

- その他の理由で削除された及びされたと思われるコーナー

## ゲスト
| 回      | 放送日         | ゲスト名                     | 備考                 |
| ------- | -------------- | ---------------------------- | -------------------- |
| 第9回   | 2016年11月27日 | 上坂すみれ                   |                      |
| 第10回  | 2016年12月4日  | 水樹奈々                     | メッセージ出演       |
| 第89回  | 2018年6月17日  | 水樹奈々                     |                      |
| 第94回  | 2018年7月22日  | 小倉唯                       |                      |
| 第113旗 | 2018年12月2日  | 大西沙織 加隈亜衣 高橋未奈美 | 水瀬いのり誕生日     |
| 第161旗 | 2019年11月3日  | 小倉唯                       |                      |
| 第166旗 | 2019年12月8日  | キック                       | 水瀬いのり誕生日     |
| 第186旗 | 2020年4月26日  | atsuko                       |                      |
| 第249旗 | 2021年7月11日  | 七海ひろき                   |                      |
| 第252旗 | 2021年8月1日   | 愛美                         |                      |
| 第258旗 | 2021年9月12日  | 岡咲美保                     |                      |
| 第270旗 | 2021年12月5日  | チェリー・ミスト・バラキエル | 水瀬いのり誕生日     |
| 第308旗 | 2022年8月28日  | 岡咲美保                     |                      |
| 第322旗 | 2022年12月4日  | 久野美咲                     | 水瀬いのり誕生日     |
| 第353旗 | 2023年7月9日   | 愛美                         |                      |
| 第366旗 | 2023年10月8日  | 七海ひろき                   |                      |
| 第374旗 | 2023年12月3日  | 赤尾ひかる                   | 水瀬いのり誕生日     |
| 第392旗 | 2024年4月7日   | 蒼井翔太                     |                      |
| 第400旗 | 2024年6月2日   | 大西沙織 加隈亜衣 日高里菜   | 400旗記念            |
| 第425旗 | 2024年11月24日 | カノエラナ                   |                      |
| 第430旗 | 2024年12月29日 | 久保ユリカ                   |                      |
| 第431旗 | 2025年1月5日   | 久保ユリカ                   |                      |
| 第440旗 | 2025年3月16日  | 島本道太郎 植田浩二          | いのりバンドゲスト回 |
| 第444旗 | 2025年4月6日   | 七海ひろき                   |                      |
| 第460旗 | 2025年7月27日  | 岡咲美保 前島亜美            |                      |

## テーマソング
オープニング
MELODY FLAG / 水瀬いのり（第1回 - 第425旗）
Happy Birthday / 水瀬いのり（第426旗）
MELODY FLAG / 水瀬いのり（第427旗 -）
エンディング
笑顔が似合う日  / 水瀬いのり（第1回 - 第27回）
Innocent flower  / 水瀬いのり（第28回 - 第85回、121旗）
Sweet Melody  / 水瀬いのり（第86回 -120旗、122旗 - 131旗）
My Graffiti  / 水瀬いのり（132旗 - 250旗）
ソライロ  / 水瀬いのり（251旗 - 299旗）
Melty night   / 水瀬いのり（300旗 - 362旗）
くらりのうた   / 水瀬いのり（363旗 - 411旗）
グラデーション   / 水瀬いのり（412旗 -）